# 아카드
아카드(Akkad)는 고대 오리엔트에서 활약한 민족 또는 그들이 살던 지방이다. 메소포타미아 중부 지역의 도시와 그 근방을 이르는 말로서, 고대 제국인 아카드 제국의 수도이며, 유사 이래 가장 오래된 도시 중의 하나이다. 정확한 위치는 아직 밝혀지지 않았으며 유프라테스강 서안에 시파르(Sippar)와 키시(Kish) 사이에, 현대 이라크의 수도 바그다드에서 남서 50km 지점으로 추정된다. 사르곤(Sargon) 왕의 통치 이후 기원전 24세기에서 22세기경에 가장 융성하였다.
아카드인은 아카드 지방의 북부에 선사 시대부터 거주하였으며, 기원전 3000년경 최초의 키시(Kish) 왕조를 세우면서 메소포타미아 지방에 처음으로 등장한다. 수메르 통치자였던 우루크의 루갈자게시(Lugal-Zage-Si)와 동시대인인 알루사르시드(Alusarsid)(다른 말로 우루무스(Urumus))는 엘람과 바라시(Barahs)를 정복하여 제국의 시초를 세웠다. 사르곤(Sargon)은 처음으로 아카드와 수메르를 통합한 통치자로 알려져 있으나, 최근의 연구에 따르면 루갈안네문두(Lugal-Anne-Mundu), 라가시의 에안나툼(Eannatum), 루갈자게시(Lugal-Zage-Si) 등, 그 이전의 왕들도 수메르 전체를 다스린 것으로 보인다.

## 지도
| 모술바그다드테헤란유프라테스강티그리스강니푸르기르수라가시마라드우루크우바이드우르에리두키시수사안샨마리아카드이신라르사바빌론아수르니네베님루드두르샤루킨class=notpageimage\| 메소포타미아의 고대 도시들 : 수메르의 도시 : 엘람의 도시 : 아카드 제국의 도시 : 아모리인의 도시 : 바빌로니아의 도시 : 아시리아의 도시 : 현대의 이라크 · 이란의 도시 |

## 같이 보기
- 수메르
- 아카드 제국

1. ↑   위 지도에는 우바이드(30°58′N 46°05′E)와 우르(30°57′N 46°06′E)가
 같은 위치에 표시되어 있다